# Eliot Rockett
Eliot Merritt Rockett (* 1966) ist ein Kameramann.

## Karriere
Eliot Rockett studierte an der Tisch School of the Arts, wo er 1993 seinen Master am The Maurice Kanbar Institute of Film, Television, & New Medi absolvierte. Nach mehreren Kurzfilmen und Musikvideos debütierte Rockett 1997 mit den Independentfilmen A Gun for Jennifer, Arresting Gena und Family Name als hauptverantwortlicher Kameramann für einen Langspielfilm. Seitdem war er für die Kameramann von über 40 Film- und Fernsehprojekten verantwortlich, darunter Serien wie Grimm und Mr. Mercedes sowie Filme wie The Specials und Cabin Fever 2. Für den von Ti West inszenierten Horrorfilm Pearl wurde Rockett für mehrere Filmpreise nominiert, darunter auch beim Independent Spirit Awards 2023.

## Filmografie (Auswahl)
- 1997: A Gun for Jennifer
- 1997: Arresting Gena
- 1997: Family Name
- 1998: Breaking Out – Gegen alle Regeln (Around the Fire)
- 1999: Mit Vollgas durch die Nacht (Late Last Night)
- 2000: Crocodile
- 2000: The Specials
- 2002: Nightstalker – Die Bestie von L.A. (Nightstalker)
- 2004: Frankenfish
- 2005: Dirty
- 2009: Cabin Fever 2
- 2011: The Innkeepers – Hotel des Schreckens (The Innkeepers)
- 2012–2017: Grimm (Fernsehserie, 52 Folgen)
- 2018: Mr. Mercedes (Fernsehserie, acht Folgen)
- 2018–2022: Snowfall (Fernsehserie, acht Folgen)
- 2022: Pearl
- 2022: X